# Hashimoto Yuki
Yuki Hashimoto (橋本 裕貴 Hashimoto Yūki, sinh ngày 20 tháng 10 năm 1994) là một cầu thủ bóng đá người Nhật Bản. Anh thi đấu cho Fukushima United FC.

## Sự nghiệp
Yuki Hashimoto gia nhập câu lạc bộ J3 League Fukushima United FC năm 2017.

## Thống kê câu lạc bộ
Cập nhật đến ngày 22 tháng 2 năm 2018.
| Thành tích câu lạc bộ | Thành tích câu lạc bộ | Thành tích câu lạc bộ | Giải vô địch | Giải vô địch | Cúp                   | Cúp                   | Tổng cộng | Tổng cộng |
| Mùa giải              | Câu lạc bộ            | Giải vô địch          | Số trận      | Bàn thắng    | Số trận               | Bàn thắng             | Số trận   | Bàn thắng |
| Nhật Bản              | Nhật Bản              | Nhật Bản              | Giải vô địch | Giải vô địch | Cúp Hoàng đế Nhật Bản | Cúp Hoàng đế Nhật Bản | Tổng cộng | Tổng cộng |
| --------------------- | --------------------- | --------------------- | ------------ | ------------ | --------------------- | --------------------- | --------- | --------- |
| 2017                  | Fukushima United FC   | J3 League             | 3            | 0            | 0                     | 0                     | 3         | 0         |
| Tổng                  | Tổng                  | Tổng                  | 3            | 0            | 0                     | 0                     | 3         | 0         |